# Vera Vinter
Vera Vinter, artistnamn för Anna Rebecka Vera Josefina Larsson, född 12 september 1981 i Kalix, Norrbotten är en svensk artist, sångerska, låtskrivare och musikproducent.
Hon solodebuterade 2012 med singer/songwriter albumet Idyll som släpptes på Sony Music. Förutom singeln "Du gör mig rädd", som adderades på Sveriges Radio P3, gjorde hon duetten "Överallt" tillsammans med Markus Mustonen från Kent.
2013 deltog Vera Vinter i SVT-produktionen Alla tiders hits och framförde sin egen tolkning av Ulf Lundells låt "Snön faller och vi med den" som hon producerat tillsammans med musikproducenten Johan Eckeborn.
2016 grundade Vera Vinter indie labeln och artistkollektivet Bjärka där albumen "Monsterland" (2016) och "Tiden har börjat om" (2019) givits ut, båda inspelade med producenten Johannes Berglund. Bildmaterial och foto till hennes musik är skapade av serietecknare Knut Larsson och fotografen Ann-Katrin Blomqvist som Vera Vinter har återkommande samarbeten med.
Vera Vinter är signad till bokningsbolaget MTA och har turnerat med artister som Bo Kaspers Orkester och Petra Marklund. Hon är engagerad i Svenska oberoende musikproducenter och arbetar för att stärka och förbättra villkoren för artister och indiebolag inom svensk musikbransch.  
I november 2020 mottog Vera Vinter Region Norrbottens konst- och kulturstipendium Rubus arcticus.
Vera Vinters texter är på svenska och på dialekten nederkalixmål. I november 2020 släpptes låten "Reikdom" som uppmärksammades av Elektroniskt i P2 med flera.